# 雷諾瓦 (密西西比州)
雷諾瓦（英語：Renova）是位於美國密西西比州玻利瓦縣的城鎮。

## 人口
根據2020年美國人口普查的數據，雷諾瓦的面積為2.25平方千米，皆為陸地。當地共有人口676人，而人口密度為每平方千米300人。